# Paisaje protegido Monumento a José Rizal
El Paisaje Protegido Monumento a José Rizal también conocido como el Parque y Santuario Rizal[cita requerida], es un paisaje protegido y monumento al héroe nacional de Filipinas que se encuentra en la ciudad de Dapitan en la isla de Mindanao. Conserva el sitio donde estaba una granja en el barrio Talisay donde José Rizal fue exiliado durante cuatro años a partir de 1892 y hasta 1896 tras ser acusado de sedición y haber empezado la revolución filipina en Manila contra las autoridades coloniales españolas. El área protegida fue creada en 1940 como el Parque nacional Rizal con una superficie inicial de 10 hectáreas a través de la Proclamación Nº 616 firmado por el presidente Manuel Luis Quezon. En 2000, fue ampliado a su tamaño actual de 439 hectáreas con una zona de amortiguamiento de 15 hectáreas y fue declarado paisaje protegido bajo la Ley del Sistema Nacional Integrado de Áreas Protegidas a través de la Proclamación Nº 279.